# Castello di Giaggiolo
Il castello di Giaggiolo, Ghiacciolo o Ghiaggiòlo, sorge nell'Appennino forlivese, a trenta chilometri da Forlì (nel bacino del fiume Bidente a 495 metri sul livello del mare). Amministrativamente si trova nel territorio del comune di Civitella, non lontano dalla frazione di Voltre, località dell’antica Romanula sede anche dell’Abbazia camaldolese dedicata a Santa Maddalena. Lo stemma del Comune di Civitella di Romagna proviene dallo stemma nobiliare della famiglia nobile dei Conti Severi di Giaggiolo, signori dell’antica contea della Romanula.

## Storia
Vi faceva capo un'antica contea dell'Appennino romagnolo, un feudo situato a cavallo tra il territorio attuale di Romagna e Toscana.
Del castello, un tempo assai noto, rimangono pochi resti, di cui è particolarmente notevole il potente bastione ottagonale.
Nel settembre del 1021, l'imperatore Enrico II, il Papa Benedetto VIII e l'arcivescovo di Ravenna Eriberto investono i discendenti di Severo di tutti i possedimenti dell'ampia Contea di Giaggiolo.
Questa investitura a Conte di Giaggiolo è successiva alla prima investitura avvenuta nei primi anni del 900 a Severo II detto Sigizo Guardasigilli, figlio di Severo I capostipite della casata e fratello di Pietro Duca e Conte dell'Esarcato e della Pentapoli. I fratelli ricoprono anche il titolo di Conti di Bertinoro.
I due fratelli Severo e Pietro sono illustri discendenti dell'aristocrazia ravennate di nomina imperiale, la famiglia dei Conti Severi di Giaggiolo è originaria dell'Impero Romano d'Oriente e conserva la mezzaluna nello stemma nobiliare caratterizzato da una torre torricellata che diventerà successivamente lo stemma del Comune di Civitella di Romagna.
Anche Guido da Montefeltro, che aveva sposato Manentessa di Ghiaggiolo, nel 1263 ricevette il titolo di conte di Ghiaggiolo, dopo la morte del cognato Uberto. La posizione, infatti, nell'Appennino settentrionale, avrebbe consentito a lui e ai forlivesi, entrambi del partito ghibellino, di spalleggiarsi a vicenda. "Inoltre, il titolo di conte di Ghiaggiolo aveva aperto la strada a Guido per ottenere di diritto la cittadinanza di Forlì, cui teneva molto".
Il castello, documentato già nel 1021, fu la sede del ramo dei Malatesta detto di Giaggiolo, il cui capostipite fu quel Paolo Malatesta citato da Dante, insieme a Francesca da Polenta, nel V canto dell'Inferno.
Infatti, vi nacque Orabile Beatrice (1255-1303 circa), figlia dei conti Severi di Giaggiolo, sposa di Paolo Malatesta.
Il figlio di Paolo, Uberto Malatesta, conte di Giaggiolo, fu ucciso a tradimento nel 1324 per aver aderito al partito ghibellino.
Una copia dello statuto del castello di Giaggiolo del 1376 è conservata nell'Archivio Vescovile di Sansepolcro.